# 海南牛鼻鲼
海南牛鼻鲼（学名：Rhinopterus sewelli）为牛鼻鲼科牛鼻鲼属的鱼类。在中国，分布于南海等海域。该物种的模式产地在干冲、三亚、汕尾。